# آشاغی چیماغیل (بایبورد)
آشاغی چیماغیل {{ترکی|Aşağıçimağıl) (به کردی: Çimaxila Jêrîn) یک منطقهٔ مسکونی در ترکیه است که در بایبورد واقع شده‌است. آشاغی چیماغیل ۶۶ نفر جمعیت دارد.